# Isogami
Isogami betegner organismer som har ens kønsceller, hvilket står i modsætning til anisogami. Da kønscellerne har samme størrelse benævnes de ofte pluskøn og minuskøn. Svampe er isogame.
| Biologi | Spire Denne artikel om biologi er en spire som bør udbygges. Du er velkommen til at hjælpe Wikipedia ved at udvide den. |